# 泛美卫生局
泛美卫生局（英語：Pan American Health Organization，缩写：PAHO），也译作泛美卫生组织，是美洲国家组织与世界卫生组织下属的洲际性公共卫生政府间国际组织。在拉丁美洲被称作OPS或OPAS (西班牙語：Organización Panamericana de la Salud)。

## 概述
PAHO有35个成员国；波多黎各是联系成员；法國、荷兰、英国是参与国；葡萄牙与西班牙是观察国。

## 历史
1901年10月，第二届美洲国家国际会议在墨西哥举行，会议建议召开美洲各国卫生机构代表会议，并制定“卫生协定和条例”以达到“将霍乱、黄热病、鼠疫暴发的检疫要求降到最低限度”的目的。当时的国际卫生大会被欧洲列强控制，困扰美洲的黄热病在旧世界根本不受关注。1902年12月2日，在华盛顿召开第一届美洲共和国国际卫生会议，决定成立“国际卫生局”（International Sanitary Bureau）。在这次会议上，古巴医生卡洛斯·芬莱博士明确提出了“蚊子是传播黄热病的唯一媒介”，然而，该论断遭到了大多数与会者的反对。此时，古巴和巴拿马地峡成功消灭黄热病。1905年10月，第二届美洲共和国国际卫生会议在华盛顿举行，并增加了防治黄热病的条例。1923年更名为泛美卫生局（Pan-American Sanitary Bureau）。:1251949年与世卫组织签署协定，成为世卫组织的美洲地区办公室（American Regional Office, AMRO）。